# Никитис, Фредерик
Фредерик Никитис (фр. Frédéric Nikitis; 6 июня 1922, Константинополь —2011) — французский футболист.

## Биография
Родился 6 июня 1922 года в Стамбуле (в то время — Константинополь). Грек по происхождению. Всю свою карьеру провёл во Франции.
Наибольших успехов добился в составе парижского «Расинга», с которым в 1950 году добрался до финала Кубка Франции. По воле судьбы, именно результативная ошибка Никитиса в решающем матче против «Реймса» оставила парижан без трофея. После этого дни полузащитника в команде были сочтены. Выступал за «Ренн» и «Руан», а завершал карьеру игрока в «Эврё», где также трудился играющим тренером.
Ушёл из жизни в 2011 году.